# Международный ботанический конгресс

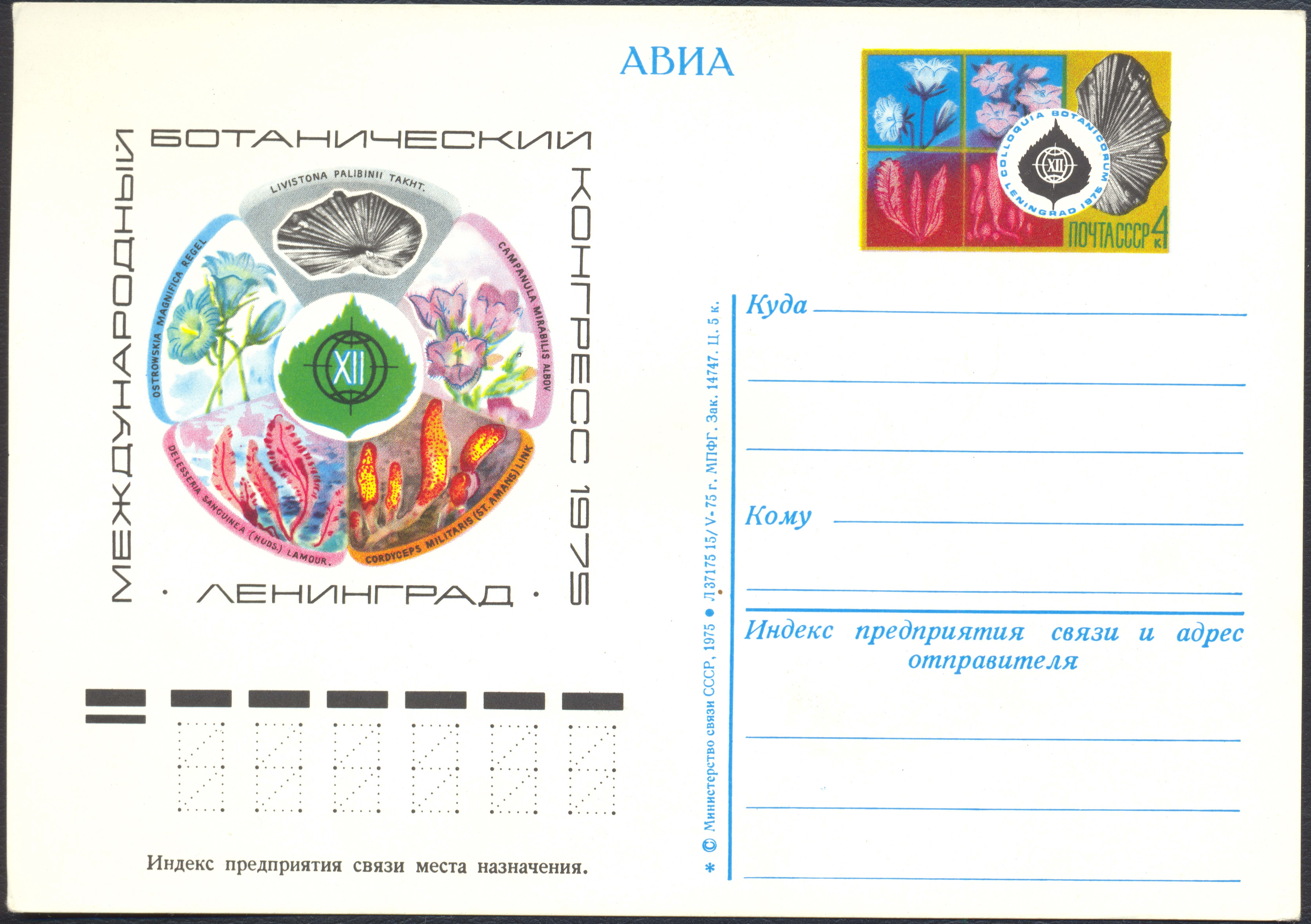
Односторонняя почтовая карточка СССР с оригинальной маркой, посвящённая XII международному ботаническому конгрессу (Ленинград, 1975).

Международный ботанический конгресс, МБК (англ. International Botanical Congress) — международная встреча учёных, занимающихся различными направлениями ботанических исследований. Проводится с 1900 года.
На МБК обсуждаются важнейшие результаты, полученные в различных областях биологии растений, подводятся итоги и определяются перспективные направления исследований. Кроме того, одной из важнейших функций МБК является внесение изменений и дополнений в Международный кодекс ботанической номенклатуры.

## История проведения конгрессов
Прообразом современных МБК были Международные конгрессы по садоводству и ботанике, которые неоднократно проводились в XIX веке, в том числе дважды в Санкт-Петербурге (в 1869 и 1884 годах). Первый Международный ботанический конгресс состоялся в 1900 году в Париже. В последние годы МБК проводится каждые шесть лет.

## Изменение кодекса ботанической номенклатуры
Международный кодекс ботанической номенклатуры — свод правил, регламентирующий образование и применение научных названий водорослей, грибов и растений — может быть изменён только решением пленарной сессии Международного ботанического конгресса, принятым на основании резолюции Номенклатурной секции конгресса.
Постоянные комитеты по номенклатуре избираются конгрессом и учреждаются под эгидой Международной ассоциации по таксономии растений. В их функцию входит рассмотрение вопросов, касающихся ботанической номенклатуры. В функции Редакционного комитета входит подготовка и публикация кодекса в соответствии с принятым конгрессом решениями. Предложения по изменению кодекса должны быть представлены на рассмотрение Номенклатурной секции конгресса и приниматься в соответствии с установленной процедурой.
На XVIII МБК в Мельбурне было принято новое название международного кодекса — International Code of Nomenclature of algae, fungi, and plants («Международный кодекс номенклатуры водорослей, грибов и растений», МКН).

## Сводная таблица МБК

Почтовая марка Германии, посвящённая XIV Международному ботаническому конгрессу, прошедшему в Западном Берлине в 1987 году

| №     | Год  | Место проведения          | Число участн. | Наиболее значимые события |
| ----- | ---- | ------------------------- | ------------- | --- |
| I     | 1900 | Франция, Париж            | 200           | |
| II    | 1905 | Австро-Венгрия, Вена      | 500           | Принят Международный кодекс ботанической номенклатуры. |
| III   | 1910 | Бельгия, Брюссель         | 300           | Были выделены три подраздела экологии: аутоэкология, синэкология и демэкология. |
| IV    | 1926 | США, Итака                | 900           | |
| V     | 1930 | Великобритания, Кембридж  | 1200          | Н. И. Вавилов выступил с докладом «Линнеевский вид как система». |
| VI    | 1935 | Нидерланды, Амстердам     | 1000          | |
| VII   | 1950 | Швеция, Стокгольм         | 1500          | Создана Международная ассоциация по таксономии растений |
| VIII  | 1954 | Франция, Париж            | 2500          | |
| IX    | 1959 | Канада, Монреаль          | 2100          | |
| X     | 1964 | Великобритания, Эдинбург  | 2600          | |
| XI    | 1969 | США, Сиэтл                | 3900          | |
| XII   | 1975 | СССР, Ленинград           | 3700          | Президентом Отделения ботаники Международного союза биологических наук избран А. Л. Тахтаджян. |
| XIII  | 1981 | Австралия, Сидней         | 2800          | |
| XIV   | 1987 | Германия, Западный Берлин | 3600          | |
| XV    | 1993 | Япония, Токио             | 4300          | |
| XVI   | 1999 | США, Сент-Луис            |               | Доклады об успехах в области молекулярной филогенетики. |
| XVII  | 2005 | Австрия, Вена             | 4500          | |
| XVIII | 2011 | Австралия, Мельбурн       | 2000          | Изменены правила публикации информации о новых таксонах: признана допустимой электронная публикация, а описание нового таксона может быть сделано на английском языке (правила вступили в силу 1 января 2012 года). |
| XIX   | 2017 | Китай, Шэньчжэнь          | более 6000    | Принята Шэньчжэньская декларация по ботанике |
| XX    | 2024 | Испания, Мадрид           |               | |
| XXI   | 2029 | ЮАР, Кейптаун             |               | |